# Flocons de nuages
Pour plus de détails, voir Fiche technique et Distribution.
Flocons de nuages (雲がちぎれる時, Kumo ga chigireru toki) est un film japonais de Heinosuke Gosho sorti en 1961.

## Synopsis
Yoshimi Misaki est chauffeur de bus et projette de se marier avec Kaeko. Mais tout est remis en question lorsqu'il aperçoit une silhouette descendant de son bus. Il reconnait Ichie, la femme qu'il a passé des années à retrouver puis à tenter d'oublier. Un flot de souvenirs lui revient en mémoire. Enfants, Yoshimi et Ichie ont été élevés ensemble mais la guerre les a séparés et lorsqu'il la retrouve enfin des années plus tard à Osaka, Ichie le fuit, accablée par un passé trop lourd à porter.

## Fiche technique
- Titre : Flocons de nuages
- Titre alternatif : Quand les nuages se déchirent
- Titre original : 雲がちぎれる時 (Kumo ga chigireru toki?)
- Réalisation : Heinosuke Gosho
- Scénario : Kaneto Shindō d'après un roman de Torahiko Tamiya (ja)
- Photographie : Haruo Takeno
- Montage : Shin Nagata
- Musique : Yasushi Akutagawa
- Direction artistique : Tōtetsu Hirakawa
- Éclairages : Mitsuharu Hirata
- Producteur : Sennosuke Tsukimori et Heinosuke Gosho
- Sociétés de production : Shōchiku
- Pays d'origine :  Japon
- Langue originale : japonais
- Format : couleur — 2,35:1 — son mono
- Genre : drame
- Durée : 93 minutes (métrage : 7 bobines - 2 563 m[1])
- Date de sortie :
  - Japon : 9 juillet 1961[1]

## Distribution
- Keiji Sada : Yoshimi Misaki
- Ineko Arima : Ichie Tanimoto
- Chieko Baishō : Kaeko Kawaguchi
- Tatsuya Nakadai : James Kimura
- Fumio Watanabe : Nomoto
- Sumiko Hidaka : l'amie d'enfance d'Ichie, propriétaire du Yayoi
- Yūnosuke Itō : Kubotsu, le conducteur de bus
- Zekō Nakamura : le sculpteur de pierres tombales